# Ramon Llorens
Ramon Llorens (ur. 1 listopada 1906 w Barcelonie, zm. 1985) - trener katalońskiej drużyny FC Barcelona w roku 1950. Był Katalończykiem. Jego poprzednikiem na stanowisku trenera klubu był Enrique Fernandez, a następcą Fernando Daucik.